# Миссинайби (река)
Миссинайби (англ. Missinaibi River) — река в северо-восточной части провинции Онтарио (Канада).

## География
Берёт начало в озере Миссинайби и течёт на северо-восток, при слиянии с рекой Маттагами образует реку Мус. Длина реки — 426 км, площадь водосборного бассейна — 23500 км².
От своего истока в озере Миссинайби, в 5 км к северу от водораздела между бассейнами Великими озёрами и залива Джеймс, на высоте 305 метров выше уровня моря, Миссинайби пересекает две важные географические области — нагорье Абитиби и низменности залива Джеймса. Особенностью реки является то, что она обеспечивает связь между озером Верхнее (через реку Мишипикотен) и заливом Джеймс (через реку Мус), этот факт был очень важен в XVIII и в начале XIX века, во времена канадской мехоторговли.
Хотя вдоль реки есть предприятия горной промышленности, это не бросается в глаза путешественникам и туристам, исследующим реку. За исключением нескольких маленьких сёл и городов вдоль железной дороги и мостов, пересекающих реку в Петербелл и Маттис, река остается в значительной степени неизменной со времён, когда по ней проходил маршрут торговцев пушниной. В 2004 году река Миссинайби включена в Список охраняемых рек Канады.